# Svjetsko prvenstvo u alpskom skijanju 1931.
Svjetsko prvenstvo u alpskom skijanju 1931. godine održano je u švicarskom Mürrenu, od 19. veljače do 23. veljače 1931. godine.

## Rezultati

### Skijaši
Spust
| Medalja | Ime           | Država    |
| ------- | ------------- | --------- |
| Zlato   | Walter Prager | Švicarska |
| Srebro  | Otto Furrer   | Švicarska |
| Bronca  | Willi Steuri  | Švicarska |

Slalom
| Medalja | Ime           | Država    |
| ------- | ------------- | --------- |
| Zlato   | David Zogg    | Švicarska |
| Srebro  | Anton Seelos  | Austrija  |
| Bronca  | Friedl Däuber | Njemačka  |

### Skijašice
Spust
| Medalja | Ime             | Država                 |
| ------- | --------------- | ---------------------- |
| Zlato   | Esme Mackinnon  | Ujedinjeno Kraljevstvo |
| Srebro  | Nell Carroll    | Ujedinjeno Kraljevstvo |
| Bronca  | Irma Schmiedegg | Austrija               |

Slalom
| Medalja | Ime                    | Država                 |
| ------- | ---------------------- | ---------------------- |
| Zlato   | Esme Mackinnon         | Ujedinjeno Kraljevstvo |
| Srebro  | Inge Wersin-Lantschner | Austrija               |
| Bronca  | Jeanette Kessler       | Ujedinjeno Kraljevstvo |